# Leśniki (rejon głębocki)
Leśniki (biał. Леснікі; ros. Лесники) – wieś na Białorusi, w obwodzie witebskim, w rejonie głębockim, w sielsowiecie Urzecze.

## Historia
W czasach zaborów wieś prywatna w gminie Zaleś w powiecie dzisieńskim, w guberni wileńskiej Imperium Rosyjskiego. Pod koniec XIX wieku należała do hrabiego Tyszkiewicza.
W latach 1921–1945 wieś leżała w Polsce, w województwie wileńskim, w powiecie dziśnieńskim, w gminie Zalesie.
Według Powszechnego Spisu Ludności z 1921 roku zamieszkiwało tu 102 osoby, 7 było wyznania rzymskokatolickiego, 95 prawosławnego. Jednocześnie 7 mieszkańców zadeklarowało polską a 95 białoruską przynależność narodową. Było tu 25 budynków mieszkalnych. W 1931 w 20 domach zamieszkiwało 99 osób.
Wierni należeli do parafii rzymskokatolickiej w Szarkowszczyźnie i parafii prawosławnej w Zalesiu. Miejscowość podlegała pod Sąd Grodzki w Łużkach i Okręgowy w Wilnie; właściwy urząd pocztowy mieścił się w Zalesiu.
W wyniku napaści ZSRR na Polskę we wrześniu 1939 miejscowość znalazła się pod okupacją sowiecką. 2 listopada została włączona do Białoruskiej SRR. Od czerwca 1941 roku pod okupacją niemiecką. W 1944 miejscowość została ponownie zajęta przez wojska sowieckie i włączona do Białoruskiej SRR.
Od 1991 w składzie niepodległej Białorusi.